# Ceromitia decepta
Ceromitia decepta là một loài bướm đêm thuộc họ Adelidae. Loài này có ở Nam Phi.